# 연제구의회
연제구의회는 부산광역시 연제구 지역을 관할하는 기초의회이다.